# ツーリングマップル
「ツーリングマップル」は、日本の地図出版企業昭文社が発行する、オートバイでのツーリング（旅行）に使用することを主目的とした道路地図帳のシリーズである。本項では、ツーリングマップル上位版の「ツーリングマップルR」、「ツーリングマップル」シリーズの書籍および前身の地図帳である「2輪車ツーリングマップ」についても説明する。

## 概要
四輪自動車用の道路地図とは異なり、高速道路や有料道路などにおける二輪車通行料金や、二輪車の通行禁止区間といったライダーにとって必要かつ重要な道路情報、さらに眺望の良いバイクツーリングコースや名物の食べ物、ライダーハウスをはじめとする安価な宿泊施設、温泉、林道などの情報が掲載されている。各地方版ごとにそれぞれ担当取材者が存在し、担当取材者およびその補助者の現地実走調査にもとづいて編集されるため、情報の信頼性は比較的高い。ただし、各地方版の掲載情報の傾向には担当取材者によって若干のばらつきが生じている（担当者がオフロード派かオンロード派かによる違い、性別や関心領域による違い、など）。
廃道や閉鎖された林道などの情報は新版への改訂の際に削除されるが、廃道散策を楽しむ目的で道路が廃道となる前の旧版をあえて利用するライダーもいる。

## 歴史
1985年（昭和60年）に前身となる『関東2輪車ツーリングマップ』が発刊され、4年後に各地方版が出そろって全8巻となった。地図構成は同社の「グランプリ」シリーズと同様であった。
1997年（平成9年）に、従来の「2輪車ツーリングマップ」シリーズに代わり、同社の「スーパーマップル」シリーズと同様のメッシュ方式の地図構成になった「ツーリングマップル」シリーズがリング綴じで発売された。
2018年（平成30年）には、スマートフォンやタブレットでも閲覧できる電子書籍版の刊行を開始した。
2024年（令和6年）現在の「ツーリングマップル」は全7巻で、すべて2003年版（第3版）がベースになっている。2003年版以降は「SiMAP（サイマップ）」という発行元である昭文社独自のデータベースを利用している。

## 「ツーリングマップル」シリーズ
ツーリングマップル
サイズは持ち運びやすさを重視したA5判（148 mm×210 mm）で、ページを折り返して使える製本となっている。製本様式は、かつてはリング綴じ製本だったが、2000年版から「PUR製本」と呼ばれる強くて柔軟な糊付け製本に変更されている。縮尺は14万分の1（北海道版は20万分の1）を基本とし、主要都市等は5万分の1の縮尺で掲載されている。綴じ込みの全体マップは耐水仕様（オーパー紙）となっている。電子書籍版も存在する。
『北海道』、『東北』、『関東甲信越』、『中部 北陸』、『関西』、『中国・四国』、『九州沖縄』の7種が発行されており、税込定価は全7点とも1,944円（2015年版）である。改訂（新年度版の発行）はおおむね年に1回（2月から4月ごろ）おこなわれている。なお年度によって、各地方版のエリア外部分の収録範囲に若干の変化がある。
ツーリングマップルR
シリーズの構成と各地方版の掲載内容は「ツーリングマップル」と同様であるが、一回り大きなB5判で、当初のRシリーズは耐水性の「オーパー」と呼ばれるパルプと樹脂の合成紙を用いており、雨に濡れてもページが破れたり貼り付いたりしないのがセールスポイントであったが、2014年版以降は耐水性のない紙に変更された。製本様式はリング綴じである。2007年3月23日に発売された版のサイズ拡大に伴って、縮尺が12万分の1（北海道版は17万分の1）になっている。
税込定価は全7点とも、3,024円（2015年版）である。ほぼ毎年の改訂がおこなわれている。
ツーリングマップルマガジン
ツーリングマップル連動コンテンツとして、2008年3月25日に創刊された同シリーズの月刊誌。2008年5月発行の第3号をもって休刊となった。休刊後は、ツーリングマップルメールマガジンが代替的役割を担っている。
ツーリングマップル メールマガジン
「ツーリングマップル」および同書の地図を使用したツーリングログアプリ「Route!」が配信するメールマガジンである。